# World Wide Blitz Tour
World Wide Blitz Tour —en español: Gira bombardeo a lo ancho del mundo— es la duodécima gira mundial de conciertos de la banda británica de heavy metal Judas Priest, en promoción a Point of Entry de 1981. Comenzó el 13 de febrero de 1981 en el Rodahal de Kerkrade en los Países Bajos y culminó en diciembre del mismo año en el Coliseo Roberto Clemente de San Juan en Puerto Rico.

## Antecedentes
Se inició el 13 de febrero en los Países Bajos y durante todo ese mes se presentaron por algunos países de Europa, con Saxon como teloneros. Por su parte y durante algunos conciertos por los Estados Unidos contaron con Iron Maiden como banda de soporte. Durante noviembre tocaron en el Reino Unido con los alemanes Accept como artistas invitados, para dar paso a una serie de fechas por varios países de Europa continental, no solo con Accept sino también con sus compatriotas Def Leppard como teloneros.
Cabe señalar que en los conciertos celebrados en su propio país tocaron por primera vez algunas canciones de British Steel, ya que en su respectiva gira habían girado por el Reino Unido un mes antes de su lanzamiento oficial.

## Lista de canciones
Como ya era habitual en las giras de la banda, agregaban o extraían algunas canciones de sus setlist que originó una variedad de listados de canciones. A continuación los listados dados en Ámsterdam el 14 de febrero y el interpretado en Manchester el 8 de noviembre.
1. «Hell Bent for Leather»
2. «The Ripper»
3. «Diamonds & Rust»
4. «Grinder»
5. «Sinner»
6. «Breaking the Law»
7. «Beyond the Realms of Death»
8. «Troubleshooter»
9. «Metal Gods»
10. «Hot Rockin'»
11. «Victim of Changes»
12. «You Don't Have to Be Old to Be Wise»
13. «The Green Manalishi (With the Two Pronged Crown)»
14. «Living After Midnight»
15. «Tyrant»

- Manchester Apollo, Manchester

1. «Solar Angels»
2. «Heading Out to the Highway»
3. «Metal Gods»
4. «Hell Bent for Leather»
5. «Breaking the Law»
6. «Sinner»
7. «Beyond the Realms of Death»
8. «Grinder»
9. «Desert Plains»
10. «Hot Rockin'»
11. «You Don't Have to Be Old to Be Wise»
12. «Victim of Changes»
13. «The Green Manalishi

## Fechas
| Fecha           | País                | Ciudad                | Recinto                            | Notas                                          |
| Europa          | Europa              | Europa                | Europa                             | Europa                                         |
| --------------- | ------------------- | --------------------- | ---------------------------------- | ---------------------------------------------- |
| 13 de febrero   | Países Bajos        | Kerkrade              | Rodahal                            | teloneados por Saxon                           |
| 14 de febrero   | Países Bajos        | Ámsterdam             | Jaap Edenhal                       | teloneados por Saxon                           |
| 16 de febrero   | Francia             | París                 | Bataclan                           | teloneados por Saxon                           |
| 17 de febrero   | Francia             | París                 | Bataclan                           | teloneados por Saxon                           |
| 19 de febrero   | Alemania Occidental | Neunkirchen am Brand  | Hemmerleinhalle                    | teloneados por Saxon                           |
| 20 de febrero   | Alemania Occidental | Sindelfingen          | Messehalle                         | teloneados por Saxon                           |
| 26 de febrero   | Alemania Occidental | Kassel                | Messehalle                         | teloneados por Saxon                           |
| 27 de febrero   | Alemania Occidental | Weisbaden             | Rhein-Main Halle                   | teloneados por Saxon                           |
| 28 de febrero   | Francia             | Estrasburgo           | desconocido                        | teloneados por Saxon                           |
| 1 de marzo      | Francia             | Cambrai               | Palais des Grottes                 | teloneados por Saxon                           |
| 6 de marzo      | Alemania Occidental | Kiel                  | Ostseehalle                        | teloneados por Saxon                           |
| 8 de marzo      | Suecia              | Estocolmo             | Sala de Conciertos de Estocolmo    | teloneados por Saxon                           |
| Norteamérica    |                     |                       |                                    |                                                |
| 4 de mayo       | Estados Unidos      | Columbus              | Veterans Memorial Auditotium       | teloneados por Max Webster                     |
| 8 de mayo       | Estados Unidos      | Chicago               | International Amphitheatre         | teloneados por Iron Maiden                     |
| 9 de mayo       | Estados Unidos      | Rockford              | MetroCenter                        |                                                |
| 14 de mayo      | Estados Unidos      | Bloomington           | Metropolitan Sports Center         |                                                |
| 16 de mayo      | Estados Unidos      | San Luis              | Kiel Auditorium                    | teloneados por Savoy Brown                     |
| 17 de mayo      | Estados Unidos      | Kansas City           | Memorial Hall                      |                                                |
| 22 de mayo      | Estados Unidos      | Oakland               | Oakland Auditorium                 | teloneados por Savoy Brown y Ranger            |
| 23 de mayo      | Estados Unidos      | San Bernardino        | Swing Auditorium                   |                                                |
| 24 de mayo      | Estados Unidos      | Long Beach            | Long Beach Arena                   |                                                |
| 25 de mayo      | Estados Unidos      | San Diego             | Universidad Estatal de San Diego   |                                                |
| 27 de mayo      | Estados Unidos      | Fresno                | Sellend Arena                      |                                                |
| 30 de mayo      | Estados Unidos      | Seattle               | Seattle Center Coliseum            |                                                |
| 3 de junio      | Estados Unidos      | Las Vegas             | Alladin Theater                    | teloneados por Iron Maiden                     |
| 4 de junio      | Estados Unidos      | Phoenix               | Arizona Veterans Memorial Coliseum | teloneados por Iron Maiden                     |
| 5 de junio      | Estados Unidos      | El Paso               | El Paso County Coliseum            | teloneados por Iron Maiden                     |
| 6 de junio      | Estados Unidos      | Odessa                | Ector County Coliseum              | teloneados por Iron Maiden                     |
| 7 de junio      | Estados Unidos      | Lubbock               | Municipal Coliseum                 | teloneados por Iron Maiden                     |
| 8 de junio      | Estados Unidos      | McAllen               | Villa Real Center                  | teloneados por Iron Maiden                     |
| 9 de junio      | Estados Unidos      | Laredo                | Laredo Civic Center                | teloneados por Iron Maiden                     |
| 10 de junio     | Estados Unidos      | San Antonio           | HemisFair Arena                    | teloneados por Iron Maiden                     |
| 11 de junio     | Estados Unidos      | University Park       | Moody Coliseum                     | teloneados por Iron Maiden                     |
| 13 de junio     | Estados Unidos      | Houston               | Sam Houston Coliseum               | teloneados por Iron Maiden                     |
| 14 de junio     | Estados Unidos      | Odessa                | Ector County Coliseum              |                                                |
| 21 de junio     | Estados Unidos      | Chicago               | International Amphitheater         |                                                |
| 27 de junio     | Estados Unidos      | Cleveland             | Agora                              | teloneados por Iron Maiden                     |
| 28 de junio     | Estados Unidos      | Landover              | Capital Centre                     | teloneados por Iron Maiden                     |
| 1 de julio      | Estados Unidos      | Asbury Park           | Convention Hall                    | teloneados por Iron Maiden                     |
| 2 de julio      | Estados Unidos      | Salisbury             | Wicomico Youth and Civic Center    | teloneados por Iron Maiden                     |
| 3 de julio      | Estados Unidos      | Norfolk               | Norfolk Scope                      | teloneados por Iron Maiden                     |
| 4 de julio      | Estados Unidos      | Pittsburgh            | Stanley Theater                    | teloneados por Iron Maiden                     |
| 7 de julio      | Estados Unidos      | Myrtle Beach          | Convention Center                  | junto a Iron Maiden, Nantucket y Carl Wilson   |
| 9 de julio      | Estados Unidos      | Atlanta               | Fox Theatre                        | teloneados por Iron Maiden                     |
| 10 de julio     | Estados Unidos      | Johnson City          | Freedom Hall                       | teloneados por Iron Maiden                     |
| 11 de julio     | Estados Unidos      | Memphis               | North Hall Auditorium              | teloneados por Iron Maiden                     |
| 12 de julio     | Estados Unidos      | Trotwood              | Hara Arena                         | teloneados por Iron Maiden                     |
| 15 de julio     | Estados Unidos      | Johnstown             | Cambria County War Memorial Arena  | teloneados por Iron Maiden                     |
| 16 de julio     | Estados Unidos      | Buffalo               | Shea's Theater                     | teloneados por Iron Maiden                     |
| 17 de julio     | Estados Unidos      | Rochester             | Auditorium Theater                 | teloneados por Iron Maiden                     |
| 18 de julio     | Estados Unidos      | Siracusa              | Landmark Theatre                   | teloneados por Iron Maiden                     |
| 19 de julio     | Estados Unidos      | Albany                | Palace Theatre                     | teloneados por Iron Maiden                     |
| 21 de julio     | Estados Unidos      | Nueva York            | The Palladium                      | teloneados por Iron Maiden                     |
| 22 de julio     | Estados Unidos      | Nueva York            | The Palladium                      | teloneados por Iron Maiden                     |
| 23 de julio     | Estados Unidos      | Nueva York            | The Palladium                      | teloneados por Iron Maiden                     |
| 24 de julio     | Estados Unidos      | Nueva York            | The Palladium                      | teloneados por Iron Maiden                     |
| 25 de julio     | Estados Unidos      | New Haven             | New Haven Coliseum                 | teloneados por Iron Maiden                     |
| 26 de julio     | Estados Unidos      | Allentown             | Great Allentown Fair               | teloneados por Iron Maiden y Joe Perry Project |
| 28 de julio     | Estados Unidos      | Boston                | Orpheum Theatre                    | teloneados por Iron Maiden                     |
| 29 de julio     | Estados Unidos      | Baltimore             | Baltimore Civic Center             | teloneados por Iron Maiden                     |
| 30 de julio     | Estados Unidos      | Upper Darby           | Tower Theater                      | teloneados por Iron Maiden                     |
| 31 de julio     | Estados Unidos      | Nueva York            | Pier 84                            |                                                |
| Europa II       |                     |                       |                                    |                                                |
| 6 de noviembre  | Inglaterra          | Kingston upon Hull    | Hull City Hall                     | teloneados por Accept                          |
| 7 de noviembre  | Inglaterra          | Manchester            | Manchester Apollo                  | teloneados por Accept                          |
| 8 de noviembre  | Inglaterra          | Manchester            | Manchester Apollo                  | teloneados por Accept                          |
| 9 de noviembre  | Inglaterra          | Leicester             | De Montfort Hall                   | teloneados por Accept                          |
| 10 de noviembre | Inglaterra          | Bristol               | Colston Hall                       | teloneados por Accept                          |
| 11 de noviembre | Gales               | Cardiff               | Sophia Gardens                     | teloneados por Accept                          |
| 12 de noviembre | Inglaterra          | Birmingham            | Birmingham Odeon                   | teloneados por Accept                          |
| 13 de noviembre | Inglaterra          | Birmingham            | Birmingham Odeon                   | teloneados por Accept                          |
| 15 de noviembre | Escocia             | Glasgow               | Apollo Theatre                     | teloneados por Accept                          |
| 16 de noviembre | Inglaterra          | Newcastle             | Newcastle City Hall                | teloneados por Accept                          |
| 17 de noviembre | Inglaterra          | Newcastle             | Newcastle City Hall                | teloneados por Accept                          |
| 18 de noviembre | Inglaterra          | Sheffield             | Sheffield City Hall                | teloneados por Accept                          |
| 19 de noviembre | Inglaterra          | Sheffield             | Sheffield City Hall                | teloneados por Accept                          |
| 20 de noviembre | Inglaterra          | Crawley               | Crawley Leisure Centre             | teloneados por Accept                          |
| 21 de noviembre | Inglaterra          | Londres               | Hammersmith Odeon                  | teloneados por Accept                          |
| 22 de noviembre | Inglaterra          | Londres               | Hammersmith Odeon                  | teloneados por Accept                          |
| 23 de noviembre | Inglaterra          | Southampton           | Gaumont Theatre                    | teloneados por Accept                          |
| 24 de noviembre | Inglaterra          | Poole                 | Poole Arts Centre                  | teloneados por Accept                          |
| 27 de noviembre | Alemania Occidental | Weisbaden             | Rhein-Main Halle                   | teloneados por Accept, Def Leppard y Ultravox  |
| 28 de noviembre | Alemania Occidental | Neunkirchen am Brand  | Hemmerleinhalle                    | teloneados por Accept y Def Leppard            |
| 29 de noviembre | Alemania Occidental | Esslingen am Neckar   | Stadthalle                         | teloneados por Accept y Def Leppard            |
| 30 de noviembre | Alemania Occidental | Saarbrücken           | Saarlandhalle                      | teloneados por Accept y Def Leppard            |
| 1 de diciembre  | Alemania Occidental | Rüsselsheim           | Walter-Köbel-Halle                 | teloneados por Accept y Def Leppard            |
| 2 de diciembre  | Alemania Occidental | Karlsruhe             | Schwarzwaldhalle                   | teloneados por Accept y Def Leppard            |
| 3 de diciembre  | Alemania Occidental | Ludwigshafen am Rhein | Friedrich-Ebert-Halle              | teloneados por Accept y Def Leppard            |
| 4 de diciembre  | Alemania Occidental | Múnich                | Rudi-Sedlmayer-Halle               | teloneados por Accept y Def Leppard            |
| 5 de diciembre  | Suiza               | Lausana               | Palais des Beaulieu                | teloneados por Accept y Def Leppard            |
| 6 de diciembre  | Francia             | Clermont-Ferrand      | Maison des Sports                  | teloneados por Accept y Def Leppard            |
| 7 de diciembre  | Francia             | Nogent-sur-Marne      | Pavillon Baltard                   | teloneados por Accept y Def Leppard            |
| 8 de diciembre  | Francia             | Estrasburgo           | Hall Rhenus                        | teloneados por Accept y Def Leppard            |
| 9 de diciembre  | Francia             | Lille                 | Palais des Sports Saint-Sauveur    | teloneados por Accept y Def Leppard            |
| 11 de diciembre | Bélgica             | Bruselas              | Vorst Nationaal                    | teloneados por Accept y Def Leppard            |
| 12 de diciembre | Países Bajos        | Ámsterdam             | Jaap Edenhal                       | teloneados por Accept y Def Leppard            |
| 13 de diciembre | Alemania Occidental | Essen                 | Grugahalle                         | teloneados por Accept y Def Leppard            |
| 14 de diciembre | Alemania Occidental | Hamburgo              | Markthalle                         | teloneados por Accept y Def Leppard            |
| Caribe          |                     |                       |                                    |                                                |
| ?? de diciembre | Puerto Rico         | San Juan              | Coliseo Roberto Clemente           |                                                |

## Músicos
- Rob Halford: voz
- K.K. Downing: guitarra eléctrica y coros
- Glenn Tipton: guitarra eléctrica y coros
- Ian Hill: bajo
- Dave Holland: batería